# Kenhsuite
La kenhsuite è un minerale, polimorfica con corderoite e lavrentievite.

## Etimologia
il nome è in onore del geologo e professore emerito svizzero Kenneth Jinghwa Hsu (1929-  ).